# Marian Jacolik
Marian Jacolik (ur. 18 sierpnia 1942) – polski działacz państwowy i urzędnik samorządowy, w latach 1975–1977 wicewojewoda koniński.

## Życiorys
Absolwent Akademii Rolniczej w Poznaniu. Od 1970 do 1975 pracował jako naczelnik gminy i zastępca naczelnika powiatu w okolicy Konina. Pomiędzy czerwcem 1975 a marcem 1977 pozostawał wicewojewodą konińskim. W latach 70. został prezesem Związku Ochotniczych Straży Pożarnych w Koninie. Pomiędzy 1977 a 1994 był zastępcą szefa Wojewódzkiego Związku Spółdzielni Pracy oraz prezesem Wojewódzkim Związkiem Rolników i Kółek Rolniczych. W latach 90. został dyrektorem wydziału w Urzędzie Wojewódzkim w Koninie, następnie dyrektorem w Banku Ochrony Środowiska. Od 2004 do 2017 kierował konińskim oddziałem Wojewódzkiego Zarządu Melioracji i Urządzeń Wodnych, objął też fotel szefa rady nadzorczej Miejskiego Przedsiębiorstwa Energetyki Cieplnej w Koninie. Działał również w Towarzystwie Społeczno-Gospodarczym „Dwa Mosty”.

## Odznaczenia
Dwukrotnie odznaczony Złotym Krzyżem Zasługi (po raz drugi w 2011 za zasługi w działalności na rzecz społeczności lokalnej i ochrony przeciwpożarowej).